# Ardèche Classic 2024
La 24e édition de l'Ardèche Classic, officiellement Faun-Ardèche Classic a lieu le 24 février 2024. Elle fait partie du calendrier UCI ProSeries 2024 dont elle est la première course française.

## Présentation
La course a lieu la veille de la Drôme Classic, autre course de l'UCI ProSeries 2024.

### Parcours
Le parcours, situé à Guilherand-Granges au départ et à l'arrivée, comporte trois boucles entre la vallée du Rhône et le plateau du Vivarais. Elles passent notamment par le Val d'enfer, le Mur de Cornas, et traversent aussi les communes de Saint-Péray, Châteaubourg, Saint-Romain-de-Lerps, Saint-Sylvestre, Alboussière, Boffres et Toulaud.

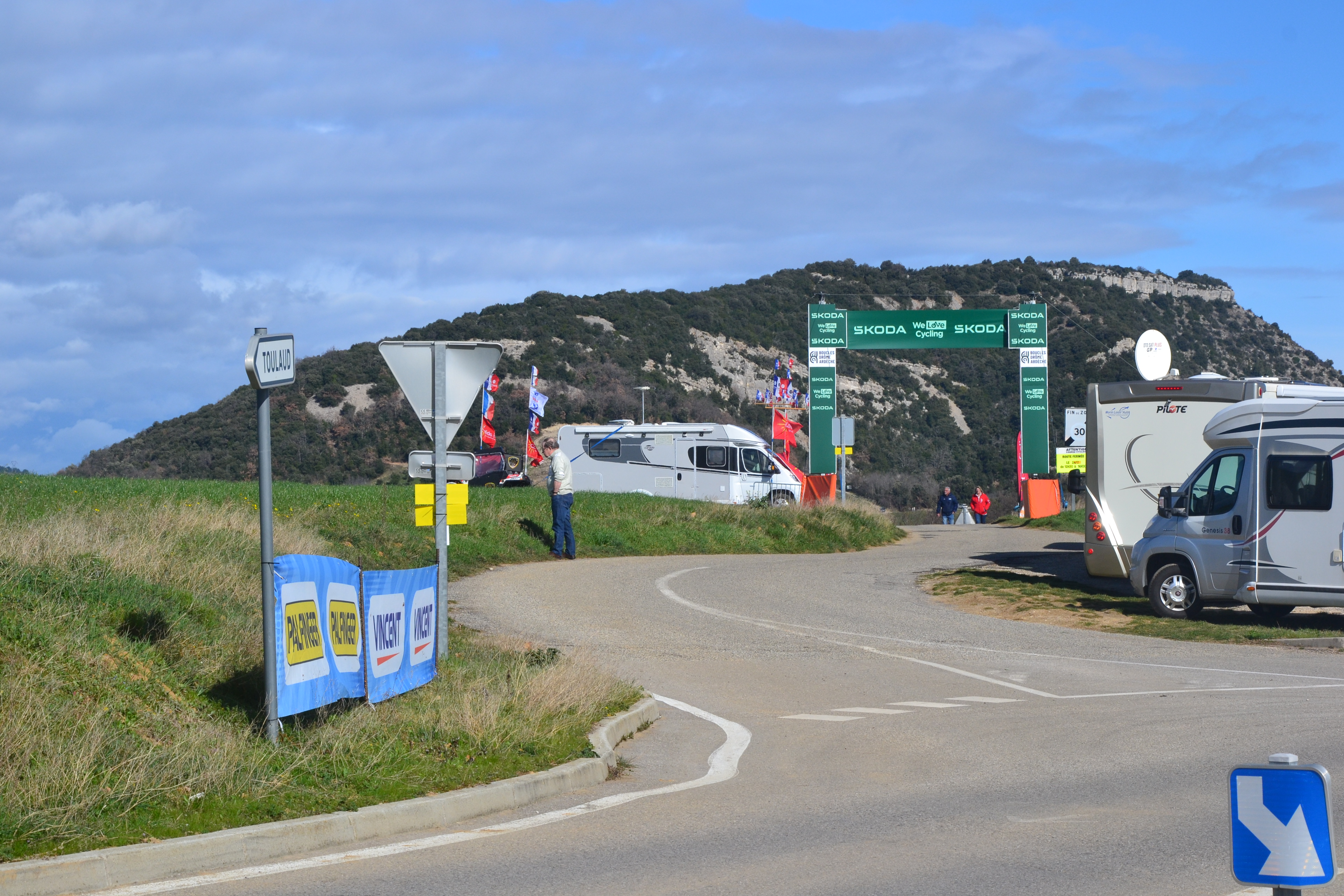
Sortie du Val d'Enfer.
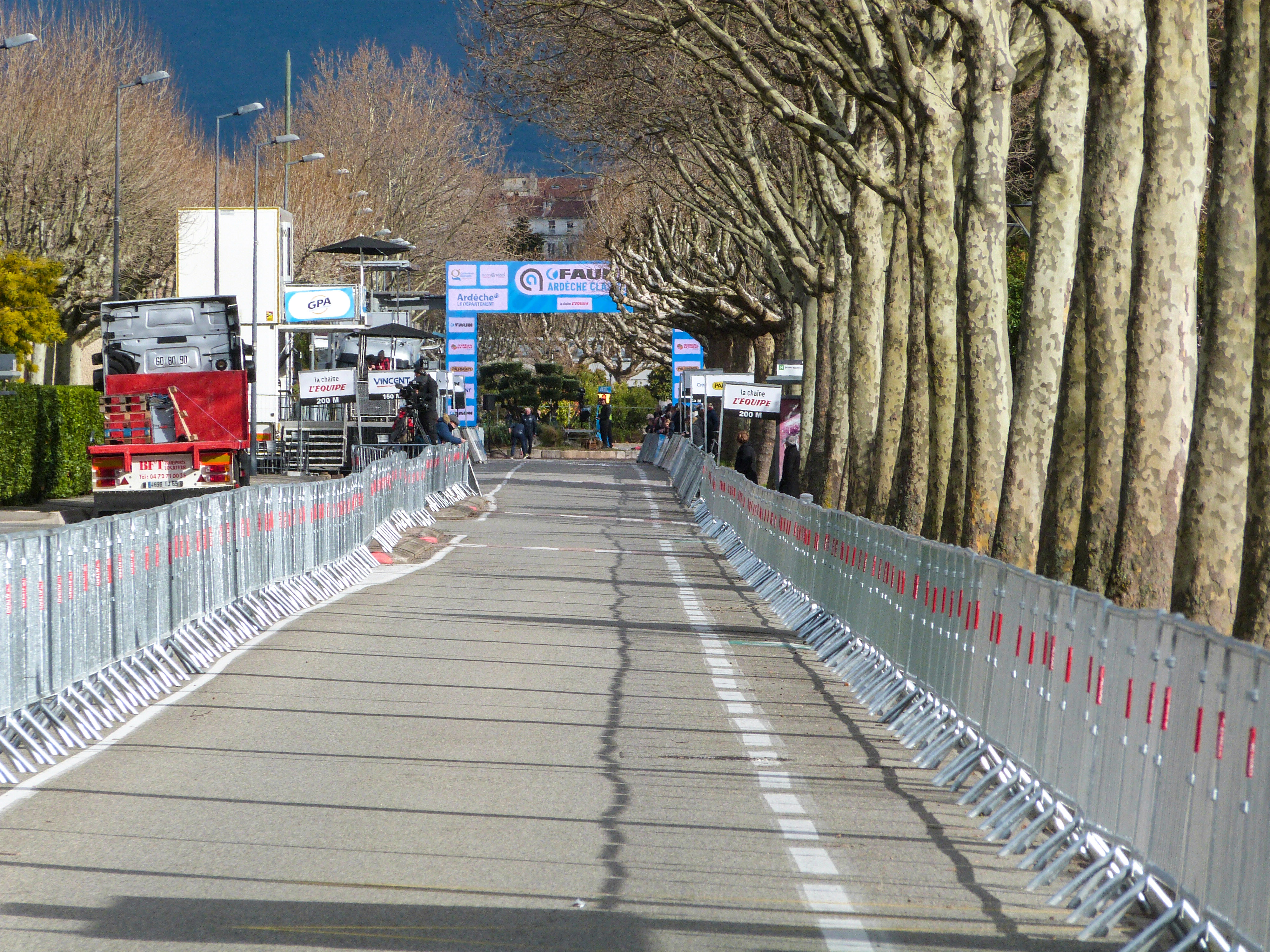
L'arrivée du point de vue des coureurs.

### Équipes
Dix-huit équipes participent à cette édition : neuf WorldTeams, six équipes continentales professionnelles et trois équipes continentales.
| WorldTeams (9)- Arkéa-B&B Hotels - Cofidis - Decathlon-AG2R La Mondiale - Groupama-FDJ - Intermarché-Wanty - Lidl-Trek - Soudal Quick-Step - Team dsm-firmenich PostNL - UAE Team Emirates ProTeams (6)- Bingoal WB - Israel-Premier Tech - Lotto Dstny - TotalEnergies - Tudor Pro Cycling Team - Uno-X Mobility Équipes continentales (3)- CIC U Nantes Atlantique - Nice Métropole Côte d'Azur - Van Rysel-Roubaix |
| |

### Favoris
Deux coureurs sont perçus comme principaux favoris : Felix Gall et Juan Ayuso, inscrits à la course après l'annulation du Tour d'Andalousie 2024 à la suite des manifestations des agriculteurs. Les coureurs Mattias Skjelmose, Michael Woods et Maxim Van Gils sont aussi évoqués comme potentiels vainqueurs.

### Récit de la course
Une échappée fait longtemps la course en tête. Elle est composée de Fredrik Dversnes, Antoine Hue et Melvin Crommelinck. Elle est rattrapée et quatre hommes se détachent du peloton : Juan Ayuso, Mattias Skjelmose, Felix Gall et Romain Grégoire.
Dans l'avant-dernière difficulté, la montée vers Saint-Romain-de-Lerps (6,8 km à 7,3 %), Grégoire est distancé, mais il arrive à rejoindre le trio de tête dans la descente. Les quatre coureurs comptent une minute d'avance dans la plaine, puis ils perdent du temps en s'observant dans le dernier kilomètre. Lancé par Skjelmose, qui est doublé par Grégoire, le sprint à quatre est remporté par Juan Ayuso.

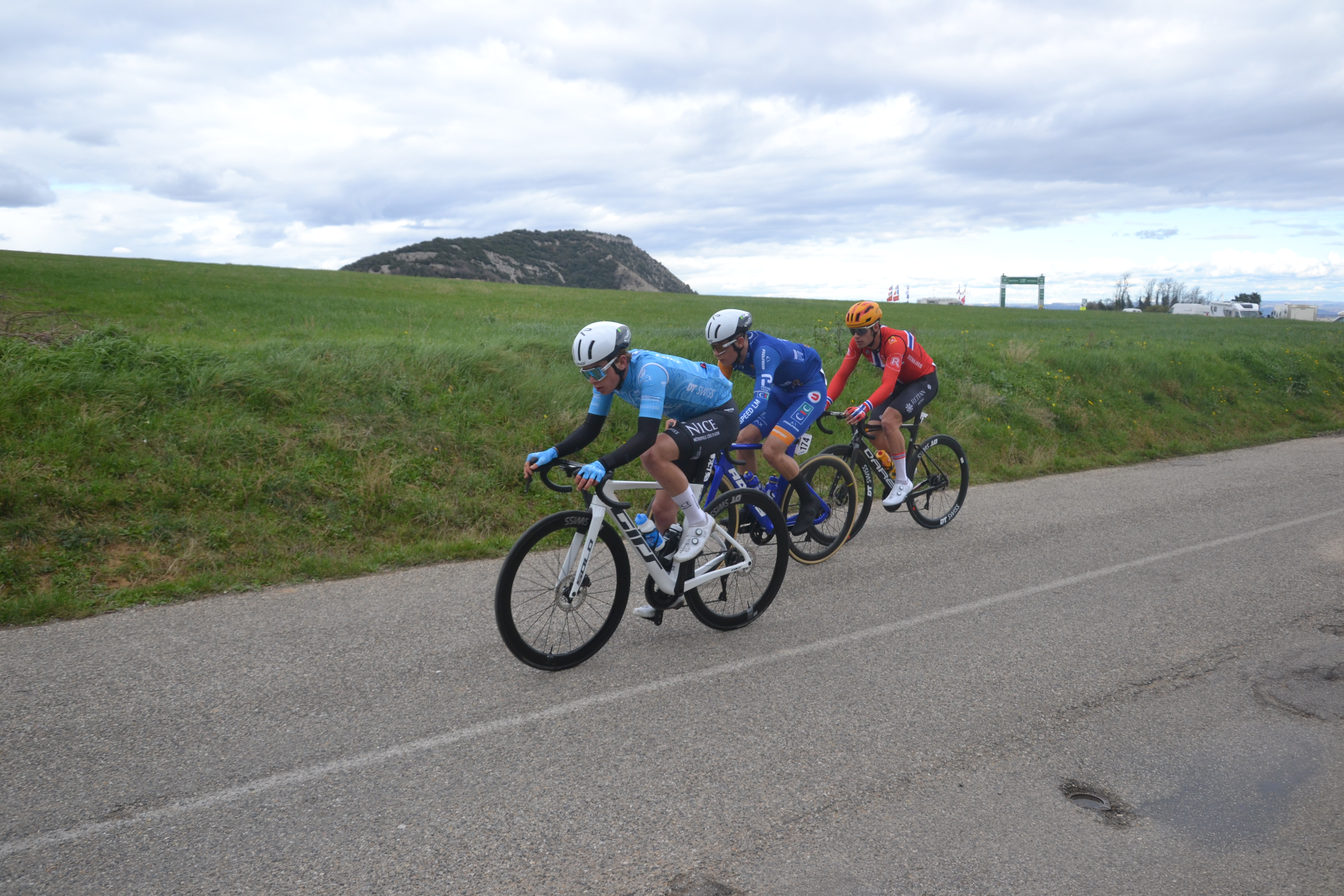
Crommelinck, Hue, et Dversnes échappés en début de course.
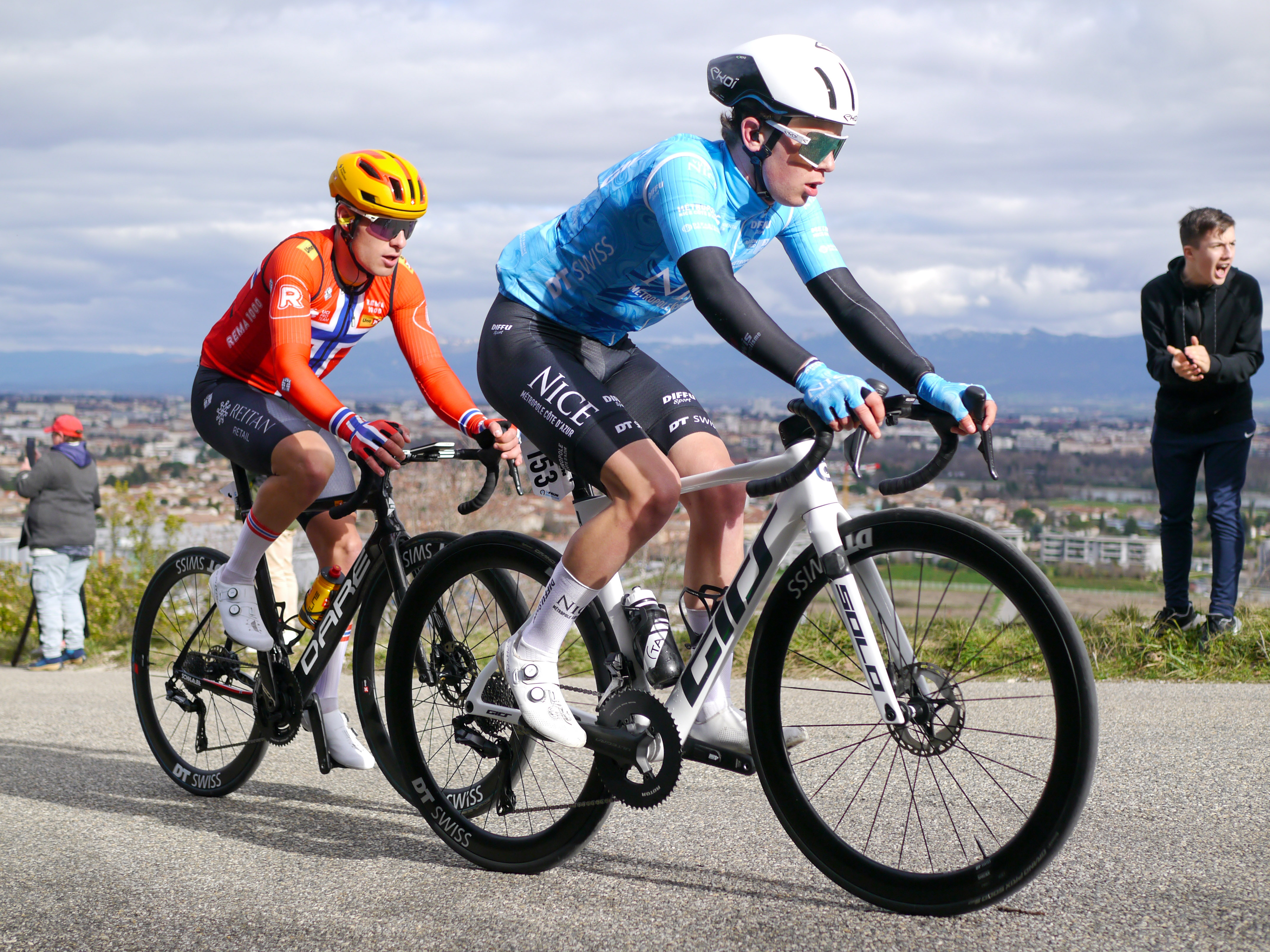
Crommelinck et Dversne ont lâché Hue avant cette deuxième montée du Val d'Enfer.
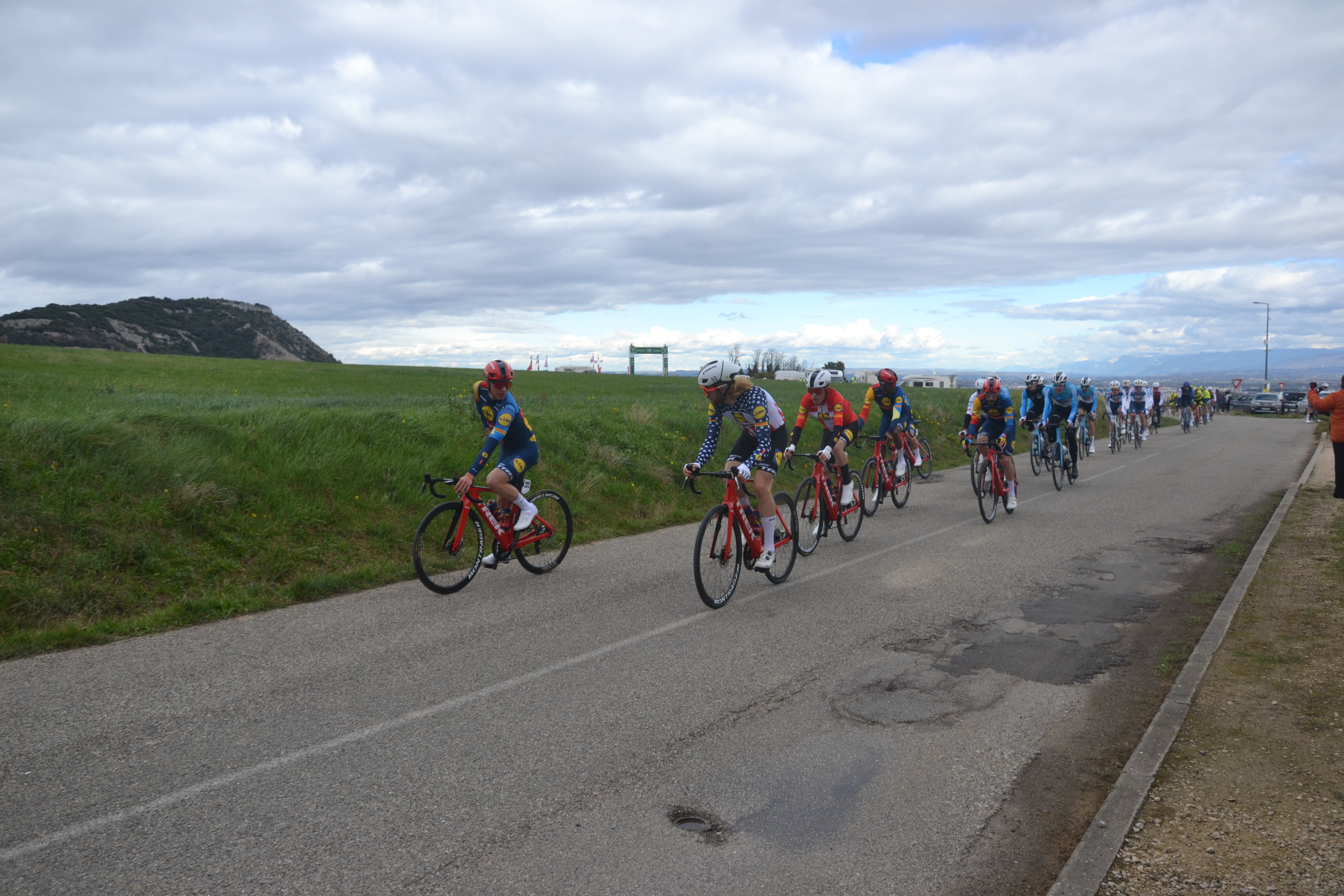
Skjelmose derrière le champion des USA, entouré de son équipe.
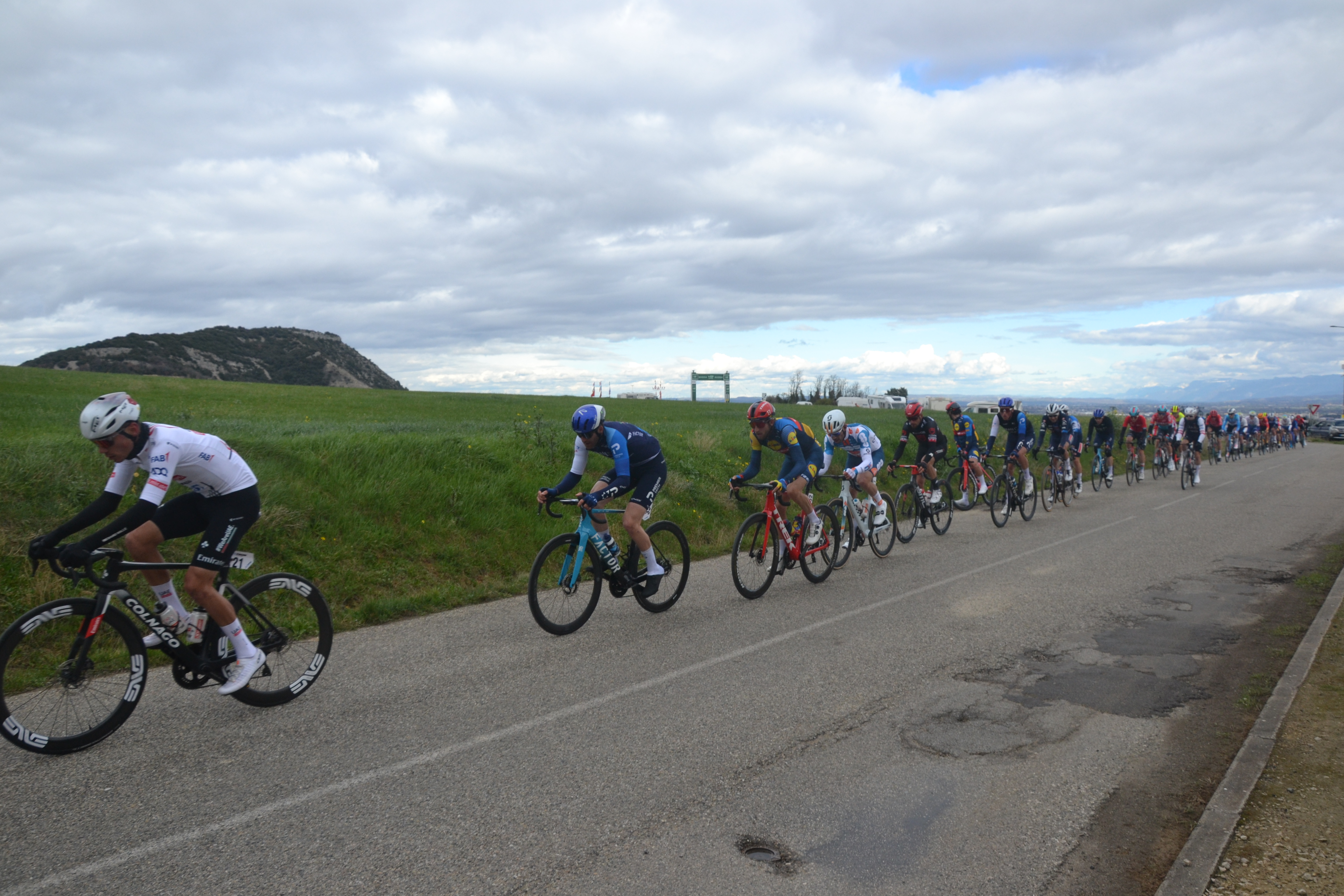
Ayuso (21) en course.

## Classements

### Classement final
| \| Classement général \| Classement général \| Classement général \| Classement général \| Classement général \| \| Coureur \| Coureur \| Pays \| Équipe \| Temps \| \| ------------------ \| ---------------------- \| ------------------ \| -------------------------- \| ------------------ \| \| 1er \| Juan Ayuso \| Espagne \| UAE Team Emirates \| 4 h 23 min 34 s \| \| 2e \| Romain Grégoire \| France \| Groupama-FDJ \| + 0 s \| \| 3e \| Mattias Skjelmose \| Danemark \| Lidl-Trek \| + 0 s \| \| 4e \| Felix Gall \| Autriche \| Decathlon-AG2R La Mondiale \| + 0 s \| \| 5e \| Maxim Van Gils \| Belgique \| Lotto Dstny \| + 4 s \| \| 6e \| Kevin Vermaerke \| États-Unis \| Team dsm-firmenich PostNL \| + 4 s \| \| 7e \| Lorenzo Rota \| Italie \| Intermarché-Wanty \| + 4 s \| \| 8e \| Jordan Jegat \| France \| TotalEnergies \| + 4 s \| \| 9e \| Aurélien Paret-Peintre \| France \| Decathlon-AG2R La Mondiale \| + 4 s \| \| 10e \| Igor Arrieta \| Espagne \| UAE Team Emirates \| + 4 s \| |                        |            |                            |                 |
| |                        |            |                            |                 |
| Source : ProCyclingStats |                        |            |                            |                 |
| Classement général |                        |            |                            |                 |
| Coureur | Coureur                | Pays       | Équipe                     | Temps           |
| 1er | Juan Ayuso             | Espagne    | UAE Team Emirates          | 4 h 23 min 34 s |
| 2e | Romain Grégoire        | France     | Groupama-FDJ               | + 0 s           |
| 3e | Mattias Skjelmose      | Danemark   | Lidl-Trek                  | + 0 s           |
| 4e | Felix Gall             | Autriche   | Decathlon-AG2R La Mondiale | + 0 s           |
| 5e | Maxim Van Gils         | Belgique   | Lotto Dstny                | + 4 s           |
| 6e | Kevin Vermaerke        | États-Unis | Team dsm-firmenich PostNL  | + 4 s           |
| 7e | Lorenzo Rota           | Italie     | Intermarché-Wanty          | + 4 s           |
| 8e | Jordan Jegat           | France     | TotalEnergies              | + 4 s           |
| 9e | Aurélien Paret-Peintre | France     | Decathlon-AG2R La Mondiale | + 4 s           |
| 10e | Igor Arrieta           | Espagne    | UAE Team Emirates          | + 4 s           |

## Liste des participants
| Légende | Légende                                                                    | Légende | Légende                                                    |
| ------- | -------------------------------------------------------------------------- | ------- | ---------------------------------------------------------- |
| Num     | Dossard de départ porté par le coureur sur l'Ardèche Classic               | Pos     | Position à l'arrivée de la course                          |
|         | Indique un maillot de champion national ou mondial, suivi de sa spécialité | NP      | Indique un coureur qui n'a pas pris le départ de la course |
| AB      | Indique un coureur qui n'a pas terminé la course                           | HD      | Indique un coureur qui a terminé la course hors des délais |
| DSQ     | Indique un coureur qui a été disqualifié de la course                      |         |                                                            |

| Soudal Quick-Step SOQ              | Soudal Quick-Step SOQ | Soudal Quick-Step SOQ |
| ---------------------------------- | --------------------- | --------------------- |
| Num                                | Coureur               | Pos                   |
| 1                                  | James Knox (GBR)      | 20e                   |
| 2                                  | Paul Magnier (FRA)    | 83e                   |
| 3                                  | Fausto Masnada (ITA)  | 72e                   |
| 4                                  | Antoine Huby (FRA)    | 12e                   |
| 5                                  | Gil Gelders (BEL)     | AB                    |
| 6                                  | Louis Vervaeke (BEL)  | 28e                   |
| 7                                  | Pieter Serry (BEL)    | 43e                   |
| Directeur sportif : Davide Bramati |                       |                       |

| Cofidis COF                          | Cofidis COF           | Cofidis COF |
| ------------------------------------ | --------------------- | ----------- |
| Num                                  | Coureur               | Pos         |
| 11                                   | Jesús Herrada (ESP)   | 90e         |
| 12                                   | Ion Izagirre (ESP)    | 23e         |
| 13                                   | Anthony Perez (FRA)   | 63e         |
| 14                                   | Axel Mariault (FRA)   | 86e         |
| 15                                   | Jonathan Lastra (ESP) | AB          |
| 16                                   | Harrison Wood (GBR)   | 82e         |
| 17                                   | Thomas Champion (FRA) | 62e         |
| Directeur sportif : Jean-Luc Jonrond |                       |             |

| UAE Team Emirates UAD         | UAE Team Emirates UAD      | UAE Team Emirates UAD |
| ----------------------------- | -------------------------- | --------------------- |
| Num                           | Coureur                    | Pos                   |
| 21                            | Juan Ayuso (ESP)           | 1er                   |
| 22                            | Marc Hirschi (SUI) (route) | 24e                   |
| 24                            | Diego Ulissi (ITA)         | AB                    |
| 25                            | Sjoerd Bax (NED)           | AB                    |
| 26                            | Igor Arrieta (ESP)         | 10e                   |
| 27                            | Domen Novak (SLO)          | AB                    |
| Directeur sportif : Tomás Gil |                            |                       |

| Israel-Premier Tech IPT        | Israel-Premier Tech IPT | Israel-Premier Tech IPT |
| ------------------------------ | ----------------------- | ----------------------- |
| Num                            | Coureur                 | Pos                     |
| 31                             | Michael Woods (CAN)     | 21e                     |
| 32                             | Stephen Williams (GBR)  | 14e                     |
| 33                             | Nick Schultz (AUS)      | 47e                     |
| 34                             | Marco Frigo (ITA)       | 57e                     |
| 35                             | Hugo Houle (CAN)        | 87e                     |
| 36                             | Jakob Fuglsang (DEN)    | 33e                     |
| 37                             | Mason Hollyman (GBR)    | AB                      |
| Directeur sportif : Sam Bewley |                         |                         |

| Intermarché-Wanty IWA                   | Intermarché-Wanty IWA  | Intermarché-Wanty IWA |
| --------------------------------------- | ---------------------- | --------------------- |
| Num                                     | Coureur                | Pos                   |
| 41                                      | Georg Zimmermann (GER) | 17e                   |
| 42                                      | Lorenzo Rota (ITA)     | 7e                    |
| 43                                      | Lilian Calmejane (FRA) | 27e                   |
| 44                                      | Rune Herregodts (BEL)  | 76e                   |
| 45                                      | Simone Petilli (ITA)   | 56e                   |
| 46                                      | Rein Taaramäe (EST)    | 78e                   |
| 47                                      | Sacha Prestianni (BEL) | AB                    |
| Directeur sportif : Sébastien Demarbaix |                        |                       |

| Lidl-Trek LTK                    | Lidl-Trek LTK                   | Lidl-Trek LTK |
| -------------------------------- | ------------------------------- | ------------- |
| Num                              | Coureur                         | Pos           |
| 51                               | Mattias Skjelmose (DEN) (route) | 3e            |
| 52                               | Bauke Mollema (NED)             | 40e           |
| 53                               | Amanuel Ghebreigzabhier (ERI)   | 25e           |
| 54                               | Quinn Simmons (USA) (route)     | 71e           |
| 55                               | Julien Bernard (FRA)            | 73e           |
| 56                               | Louis Leidert (GER)             | 93e           |
| 57                               | Fabio Felline (ITA)             | AB            |
| Directeur sportif : Kim Andersen |                                 |               |

| Groupama-FDJ GFC                    | Groupama-FDJ GFC               | Groupama-FDJ GFC |
| ----------------------------------- | ------------------------------ | ---------------- |
| Num                                 | Coureur                        | Pos              |
| 61                                  | Valentin Madouas (FRA) (route) | 39e              |
| 62                                  | Romain Grégoire (FRA)          | 2e               |
| 63                                  | Rémy Rochas (FRA)              | 26e              |
| 64                                  | Kevin Geniets (LUX)            | 11e              |
| 65                                  | Thibaud Gruel (FRA)            | 69e              |
| 66                                  | Lorenzo Germani (ITA)          | 75e              |
| 67                                  | Lars van den Berg (NED)        | AB               |
| Directeur sportif : Thierry Bricaud |                                |                  |

| Team dsm-firmenich PostNL DFP            | Team dsm-firmenich PostNL DFP | Team dsm-firmenich PostNL DFP |
| ---------------------------------------- | ----------------------------- | ----------------------------- |
| Num                                      | Coureur                       | Pos                           |
| 71                                       | Romain Bardet (FRA)           | 18e                           |
| 72                                       | Warren Barguil (FRA)          | 13e                           |
| 73                                       | Kevin Vermaerke (USA)         | 6e                            |
| 74                                       | Chris Hamilton (AUS)          | 36e                           |
| 75                                       | Romain Combaud (FRA)          | 58e                           |
| 76                                       | Martijn Tusveld (NED)         | 65e                           |
| 77                                       | Patrick Bevin (NZL)           | AB                            |
| Directeur sportif : Christian Guiberteau |                               |                               |

| Lotto Dstny LTD                   | Lotto Dstny LTD             | Lotto Dstny LTD |
| --------------------------------- | --------------------------- | --------------- |
| Num                               | Coureur                     | Pos             |
| 81                                | Maxim Van Gils (BEL)        | 5e              |
| 83                                | Eduardo Sepúlveda (ARG)     | 45e             |
| 84                                | Sylvain Moniquet (BEL)      | 19e             |
| 85                                | Jonas Gregaard Wilsly (DEN) | 80e             |
| 86                                | Jenno Berckmoes (BEL)       | 68e             |
| 87                                | Jarrad Drizners (AUS)       | 79e             |
| Directeur sportif : Tony Gallopin |                             |                 |

| Decathlon-AG2R La Mondiale DAT       | Decathlon-AG2R La Mondiale DAT | Decathlon-AG2R La Mondiale DAT |
| ------------------------------------ | ------------------------------ | ------------------------------ |
| Num                                  | Coureur                        | Pos                            |
| 91                                   | Felix Gall (AUT)               | 4e                             |
| 92                                   | Aurélien Paret-Peintre (FRA)   | 9e                             |
| 93                                   | Dorian Godon (FRA)             | 52e                            |
| 94                                   | Clément Berthet (FRA)          | 22e                            |
| 95                                   | Nans Peters (FRA)              | 29e                            |
| 96                                   | Alex Baudin (FRA)              | 66e                            |
| 97                                   | Jaakko Hänninen (FIN)          | 77e                            |
| Directeur sportif : Stéphane Goubert |                                |                                |

| Arkéa-B&B Hotels ARK             | Arkéa-B&B Hotels ARK    | Arkéa-B&B Hotels ARK |
| -------------------------------- | ----------------------- | -------------------- |
| Num                              | Coureur                 | Pos                  |
| 101                              | Clément Venturini (FRA) | 53e                  |
| 102                              | Louis Barré (FRA)       | 30e                  |
| 103                              | Élie Gesbert (FRA)      | AB                   |
| 104                              | Ewen Costiou (FRA)      | 49e                  |
| 105                              | Michel Ries (LUX)       | AB                   |
| 106                              | Simon Guglielmi (FRA)   | 64e                  |
| 107                              | Anthony Delaplace (FRA) | 59e                  |
| Directeur sportif : Roger Tréhin |                         |                      |

| Tudor Pro Cycling Team TUD           | Tudor Pro Cycling Team TUD  | Tudor Pro Cycling Team TUD |
| ------------------------------------ | --------------------------- | -------------------------- |
| Num                                  | Coureur                     | Pos                        |
| 111                                  | Aloïs Charrin (FRA)         | 85e                        |
| 112                                  | Sébastien Reichenbach (SUI) | 34e                        |
| 113                                  | Simon Pellaud (SUI)         | 74e                        |
| 114                                  | Hannes Wilksch (GER)        | 46e                        |
| 115                                  | Marco Brenner (GER)         | 15e                        |
| 116                                  | Luc Wirtgen (LUX)           | 44e                        |
| 117                                  | Roland Thalmann (SUI)       | 42e                        |
| Directeur sportif : Morgan Lamoisson |                             |                            |

| Uno-X Mobility UXM                     | Uno-X Mobility UXM             | Uno-X Mobility UXM |
| -------------------------------------- | ------------------------------ | ------------------ |
| Num                                    | Coureur                        | Pos                |
| 121                                    | Fredrik Dversnes (NOR) (route) | 50e                |
| 122                                    | Johannes Kulset (NOR)          | 31e                |
| 123                                    | Ådne Holter (NOR)              | 91e                |
| 124                                    | Simon Dalby (DEN)              | 84e                |
| 125                                    | Odd Christian Eiking (NOR)     | 38e                |
| 126                                    | Magnus Kulset (NOR)            | 89e                |
| Directeur sportif : Christian Andersen |                                |                    |

| Bingoal WB BWB                     | Bingoal WB BWB            | Bingoal WB BWB |
| ---------------------------------- | ------------------------- | -------------- |
| Num                                | Coureur                   | Pos            |
| 131                                | Marco Tizza (ITA)         | 70e            |
| 132                                | Dimitri Peyskens (BEL)    | AB             |
| 133                                | Floris De Tier (BEL)      | 32e            |
| 134                                | Aaron Van der Beken (BEL) | 54e            |
| 135                                | Louka Matthys (BEL)       | 37e            |
| 136                                | Noah Detalle (BEL)        | 92e            |
| 137                                | Lucas Jacques (BEL)       | AB             |
| Directeur sportif : Olivier Kaisen |                           |                |

| TotalEnergies TEN                 | TotalEnergies TEN        | TotalEnergies TEN |
| --------------------------------- | ------------------------ | ----------------- |
| Num                               | Coureur                  | Pos               |
| 141                               | Mathieu Burgaudeau (FRA) | AB                |
| 142                               | Sandy Dujardin (FRA)     | AB                |
| 143                               | Jordan Jegat (FRA)       | 8e                |
| 144                               | Alexis Vuillermoz (FRA)  | AB                |
| 145                               | Alan Jousseaume (FRA)    | 60e               |
| 146                               | Fabien Grellier (FRA)    | 67e               |
| 147                               | Mattéo Vercher (FRA)     | 48e               |
| Directeur sportif : Romain Sicard |                          |                   |

| Nice Métropole Côte d'Azur NMC | Nice Métropole Côte d'Azur NMC | Nice Métropole Côte d'Azur NMC |
| ------------------------------ | ------------------------------ | ------------------------------ |
| Num                            | Coureur                        | Pos                            |
| 151                            | Jean-Louis Le Ny (FRA)         | AB                             |
| 152                            | Alexander Konijn (NED)         | 88e                            |
| 153                            | Melvin Crommelinck (FRA)       | 81e                            |
| 154                            | Jonathan Couanon (FRA)         | AB                             |
| 156                            | Andrea Mifsud                  | 41e                            |
| 157                            | Alexandre Léonien (FRA)        | AB                             |

| Van Rysel-Roubaix VRR               | Van Rysel-Roubaix VRR     | Van Rysel-Roubaix VRR |
| ----------------------------------- | ------------------------- | --------------------- |
| Num                                 | Coureur                   | Pos                   |
| 161                                 | Maxime Jarnet (FRA)       | AB                    |
| 162                                 | Célestin Guillon (FRA)    | AB                    |
| 163                                 | Maximilien Juillard (FRA) | AB                    |
| 164                                 | Rémi Capron (FRA)         | 61e                   |
| 165                                 | Kenny Molly (BEL)         | AB                    |
| Directeur sportif : Gilles Pauchard |                           |                       |

| CIC U Nantes Atlantique UCN           | CIC U Nantes Atlantique UCN | CIC U Nantes Atlantique UCN |
| ------------------------------------- | --------------------------- | --------------------------- |
| Num                                   | Coureur                     | Pos                         |
| 171                                   | Clément Braz Afonso (FRA)   | 16e                         |
| 172                                   | Matisse Julien (CAN)        | AB                          |
| 173                                   | Artus Jaladeau (FRA)        | 35e                         |
| 174                                   | Antoine Hue (FRA)           | AB                          |
| 175                                   | Enzo Briand (FRA)           | AB                          |
| 176                                   | Léo Danès (FRA)             | 51e                         |
| 177                                   | Robin Plamondon (CAN)       | 55e                         |
| Directeur sportif : Axel Clot-Courant |                             |                             |

| Soudal Quick-Step SOQ              | Soudal Quick-Step SOQ | Soudal Quick-Step SOQ |
| ---------------------------------- | --------------------- | --------------------- |
| Num                                | Coureur               | Pos                   |
| 1                                  | James Knox (GBR)      | 20e                   |
| 2                                  | Paul Magnier (FRA)    | 83e                   |
| 3                                  | Fausto Masnada (ITA)  | 72e                   |
| 4                                  | Antoine Huby (FRA)    | 12e                   |
| 5                                  | Gil Gelders (BEL)     | AB                    |
| 6                                  | Louis Vervaeke (BEL)  | 28e                   |
| 7                                  | Pieter Serry (BEL)    | 43e                   |
| Directeur sportif : Davide Bramati |                       |                       |

| Cofidis COF                          | Cofidis COF           | Cofidis COF |
| ------------------------------------ | --------------------- | ----------- |
| Num                                  | Coureur               | Pos         |
| 11                                   | Jesús Herrada (ESP)   | 90e         |
| 12                                   | Ion Izagirre (ESP)    | 23e         |
| 13                                   | Anthony Perez (FRA)   | 63e         |
| 14                                   | Axel Mariault (FRA)   | 86e         |
| 15                                   | Jonathan Lastra (ESP) | AB          |
| 16                                   | Harrison Wood (GBR)   | 82e         |
| 17                                   | Thomas Champion (FRA) | 62e         |
| Directeur sportif : Jean-Luc Jonrond |                       |             |

| UAE Team Emirates UAD         | UAE Team Emirates UAD      | UAE Team Emirates UAD |
| ----------------------------- | -------------------------- | --------------------- |
| Num                           | Coureur                    | Pos                   |
| 21                            | Juan Ayuso (ESP)           | 1er                   |
| 22                            | Marc Hirschi (SUI) (route) | 24e                   |
| 24                            | Diego Ulissi (ITA)         | AB                    |
| 25                            | Sjoerd Bax (NED)           | AB                    |
| 26                            | Igor Arrieta (ESP)         | 10e                   |
| 27                            | Domen Novak (SLO)          | AB                    |
| Directeur sportif : Tomás Gil |                            |                       |

| Israel-Premier Tech IPT        | Israel-Premier Tech IPT | Israel-Premier Tech IPT |
| ------------------------------ | ----------------------- | ----------------------- |
| Num                            | Coureur                 | Pos                     |
| 31                             | Michael Woods (CAN)     | 21e                     |
| 32                             | Stephen Williams (GBR)  | 14e                     |
| 33                             | Nick Schultz (AUS)      | 47e                     |
| 34                             | Marco Frigo (ITA)       | 57e                     |
| 35                             | Hugo Houle (CAN)        | 87e                     |
| 36                             | Jakob Fuglsang (DEN)    | 33e                     |
| 37                             | Mason Hollyman (GBR)    | AB                      |
| Directeur sportif : Sam Bewley |                         |                         |

| Intermarché-Wanty IWA                   | Intermarché-Wanty IWA  | Intermarché-Wanty IWA |
| --------------------------------------- | ---------------------- | --------------------- |
| Num                                     | Coureur                | Pos                   |
| 41                                      | Georg Zimmermann (GER) | 17e                   |
| 42                                      | Lorenzo Rota (ITA)     | 7e                    |
| 43                                      | Lilian Calmejane (FRA) | 27e                   |
| 44                                      | Rune Herregodts (BEL)  | 76e                   |
| 45                                      | Simone Petilli (ITA)   | 56e                   |
| 46                                      | Rein Taaramäe (EST)    | 78e                   |
| 47                                      | Sacha Prestianni (BEL) | AB                    |
| Directeur sportif : Sébastien Demarbaix |                        |                       |

| Lidl-Trek LTK                    | Lidl-Trek LTK                   | Lidl-Trek LTK |
| -------------------------------- | ------------------------------- | ------------- |
| Num                              | Coureur                         | Pos           |
| 51                               | Mattias Skjelmose (DEN) (route) | 3e            |
| 52                               | Bauke Mollema (NED)             | 40e           |
| 53                               | Amanuel Ghebreigzabhier (ERI)   | 25e           |
| 54                               | Quinn Simmons (USA) (route)     | 71e           |
| 55                               | Julien Bernard (FRA)            | 73e           |
| 56                               | Louis Leidert (GER)             | 93e           |
| 57                               | Fabio Felline (ITA)             | AB            |
| Directeur sportif : Kim Andersen |                                 |               |

| Groupama-FDJ GFC                    | Groupama-FDJ GFC               | Groupama-FDJ GFC |
| ----------------------------------- | ------------------------------ | ---------------- |
| Num                                 | Coureur                        | Pos              |
| 61                                  | Valentin Madouas (FRA) (route) | 39e              |
| 62                                  | Romain Grégoire (FRA)          | 2e               |
| 63                                  | Rémy Rochas (FRA)              | 26e              |
| 64                                  | Kevin Geniets (LUX)            | 11e              |
| 65                                  | Thibaud Gruel (FRA)            | 69e              |
| 66                                  | Lorenzo Germani (ITA)          | 75e              |
| 67                                  | Lars van den Berg (NED)        | AB               |
| Directeur sportif : Thierry Bricaud |                                |                  |

| Team dsm-firmenich PostNL DFP            | Team dsm-firmenich PostNL DFP | Team dsm-firmenich PostNL DFP |
| ---------------------------------------- | ----------------------------- | ----------------------------- |
| Num                                      | Coureur                       | Pos                           |
| 71                                       | Romain Bardet (FRA)           | 18e                           |
| 72                                       | Warren Barguil (FRA)          | 13e                           |
| 73                                       | Kevin Vermaerke (USA)         | 6e                            |
| 74                                       | Chris Hamilton (AUS)          | 36e                           |
| 75                                       | Romain Combaud (FRA)          | 58e                           |
| 76                                       | Martijn Tusveld (NED)         | 65e                           |
| 77                                       | Patrick Bevin (NZL)           | AB                            |
| Directeur sportif : Christian Guiberteau |                               |                               |

| Lotto Dstny LTD                   | Lotto Dstny LTD             | Lotto Dstny LTD |
| --------------------------------- | --------------------------- | --------------- |
| Num                               | Coureur                     | Pos             |
| 81                                | Maxim Van Gils (BEL)        | 5e              |
| 83                                | Eduardo Sepúlveda (ARG)     | 45e             |
| 84                                | Sylvain Moniquet (BEL)      | 19e             |
| 85                                | Jonas Gregaard Wilsly (DEN) | 80e             |
| 86                                | Jenno Berckmoes (BEL)       | 68e             |
| 87                                | Jarrad Drizners (AUS)       | 79e             |
| Directeur sportif : Tony Gallopin |                             |                 |

| Decathlon-AG2R La Mondiale DAT       | Decathlon-AG2R La Mondiale DAT | Decathlon-AG2R La Mondiale DAT |
| ------------------------------------ | ------------------------------ | ------------------------------ |
| Num                                  | Coureur                        | Pos                            |
| 91                                   | Felix Gall (AUT)               | 4e                             |
| 92                                   | Aurélien Paret-Peintre (FRA)   | 9e                             |
| 93                                   | Dorian Godon (FRA)             | 52e                            |
| 94                                   | Clément Berthet (FRA)          | 22e                            |
| 95                                   | Nans Peters (FRA)              | 29e                            |
| 96                                   | Alex Baudin (FRA)              | 66e                            |
| 97                                   | Jaakko Hänninen (FIN)          | 77e                            |
| Directeur sportif : Stéphane Goubert |                                |                                |

| Arkéa-B&B Hotels ARK             | Arkéa-B&B Hotels ARK    | Arkéa-B&B Hotels ARK |
| -------------------------------- | ----------------------- | -------------------- |
| Num                              | Coureur                 | Pos                  |
| 101                              | Clément Venturini (FRA) | 53e                  |
| 102                              | Louis Barré (FRA)       | 30e                  |
| 103                              | Élie Gesbert (FRA)      | AB                   |
| 104                              | Ewen Costiou (FRA)      | 49e                  |
| 105                              | Michel Ries (LUX)       | AB                   |
| 106                              | Simon Guglielmi (FRA)   | 64e                  |
| 107                              | Anthony Delaplace (FRA) | 59e                  |
| Directeur sportif : Roger Tréhin |                         |                      |

| Tudor Pro Cycling Team TUD           | Tudor Pro Cycling Team TUD  | Tudor Pro Cycling Team TUD |
| ------------------------------------ | --------------------------- | -------------------------- |
| Num                                  | Coureur                     | Pos                        |
| 111                                  | Aloïs Charrin (FRA)         | 85e                        |
| 112                                  | Sébastien Reichenbach (SUI) | 34e                        |
| 113                                  | Simon Pellaud (SUI)         | 74e                        |
| 114                                  | Hannes Wilksch (GER)        | 46e                        |
| 115                                  | Marco Brenner (GER)         | 15e                        |
| 116                                  | Luc Wirtgen (LUX)           | 44e                        |
| 117                                  | Roland Thalmann (SUI)       | 42e                        |
| Directeur sportif : Morgan Lamoisson |                             |                            |

| Uno-X Mobility UXM                     | Uno-X Mobility UXM             | Uno-X Mobility UXM |
| -------------------------------------- | ------------------------------ | ------------------ |
| Num                                    | Coureur                        | Pos                |
| 121                                    | Fredrik Dversnes (NOR) (route) | 50e                |
| 122                                    | Johannes Kulset (NOR)          | 31e                |
| 123                                    | Ådne Holter (NOR)              | 91e                |
| 124                                    | Simon Dalby (DEN)              | 84e                |
| 125                                    | Odd Christian Eiking (NOR)     | 38e                |
| 126                                    | Magnus Kulset (NOR)            | 89e                |
| Directeur sportif : Christian Andersen |                                |                    |

| Bingoal WB BWB                     | Bingoal WB BWB            | Bingoal WB BWB |
| ---------------------------------- | ------------------------- | -------------- |
| Num                                | Coureur                   | Pos            |
| 131                                | Marco Tizza (ITA)         | 70e            |
| 132                                | Dimitri Peyskens (BEL)    | AB             |
| 133                                | Floris De Tier (BEL)      | 32e            |
| 134                                | Aaron Van der Beken (BEL) | 54e            |
| 135                                | Louka Matthys (BEL)       | 37e            |
| 136                                | Noah Detalle (BEL)        | 92e            |
| 137                                | Lucas Jacques (BEL)       | AB             |
| Directeur sportif : Olivier Kaisen |                           |                |

| TotalEnergies TEN                 | TotalEnergies TEN        | TotalEnergies TEN |
| --------------------------------- | ------------------------ | ----------------- |
| Num                               | Coureur                  | Pos               |
| 141                               | Mathieu Burgaudeau (FRA) | AB                |
| 142                               | Sandy Dujardin (FRA)     | AB                |
| 143                               | Jordan Jegat (FRA)       | 8e                |
| 144                               | Alexis Vuillermoz (FRA)  | AB                |
| 145                               | Alan Jousseaume (FRA)    | 60e               |
| 146                               | Fabien Grellier (FRA)    | 67e               |
| 147                               | Mattéo Vercher (FRA)     | 48e               |
| Directeur sportif : Romain Sicard |                          |                   |

| Nice Métropole Côte d'Azur NMC | Nice Métropole Côte d'Azur NMC | Nice Métropole Côte d'Azur NMC |
| ------------------------------ | ------------------------------ | ------------------------------ |
| Num                            | Coureur                        | Pos                            |
| 151                            | Jean-Louis Le Ny (FRA)         | AB                             |
| 152                            | Alexander Konijn (NED)         | 88e                            |
| 153                            | Melvin Crommelinck (FRA)       | 81e                            |
| 154                            | Jonathan Couanon (FRA)         | AB                             |
| 156                            | Andrea Mifsud                  | 41e                            |
| 157                            | Alexandre Léonien (FRA)        | AB                             |

| Van Rysel-Roubaix VRR               | Van Rysel-Roubaix VRR     | Van Rysel-Roubaix VRR |
| ----------------------------------- | ------------------------- | --------------------- |
| Num                                 | Coureur                   | Pos                   |
| 161                                 | Maxime Jarnet (FRA)       | AB                    |
| 162                                 | Célestin Guillon (FRA)    | AB                    |
| 163                                 | Maximilien Juillard (FRA) | AB                    |
| 164                                 | Rémi Capron (FRA)         | 61e                   |
| 165                                 | Kenny Molly (BEL)         | AB                    |
| Directeur sportif : Gilles Pauchard |                           |                       |

| CIC U Nantes Atlantique UCN           | CIC U Nantes Atlantique UCN | CIC U Nantes Atlantique UCN |
| ------------------------------------- | --------------------------- | --------------------------- |
| Num                                   | Coureur                     | Pos                         |
| 171                                   | Clément Braz Afonso (FRA)   | 16e                         |
| 172                                   | Matisse Julien (CAN)        | AB                          |
| 173                                   | Artus Jaladeau (FRA)        | 35e                         |
| 174                                   | Antoine Hue (FRA)           | AB                          |
| 175                                   | Enzo Briand (FRA)           | AB                          |
| 176                                   | Léo Danès (FRA)             | 51e                         |
| 177                                   | Robin Plamondon (CAN)       | 55e                         |
| Directeur sportif : Axel Clot-Courant |                             |                             |

### Classements UCI
La course attribue des points au Classement mondial UCI 2024 selon le barème suivant :
| Position   | 1er | 2e  | 3e  | 4e  | 5e | 6e | 7e | 8e | 9e | 10e | 11e | 12e | 13e | 14e | 15e | 16e à 30e | 31e à 40e |
| Classement | 200 | 150 | 125 | 100 | 85 | 70 | 60 | 50 | 40 | 35  | 30  | 25  | 20  | 15  | 10  | 5         | 3         |

## Médias
La course est retransmise en direct sur L'Équipe.

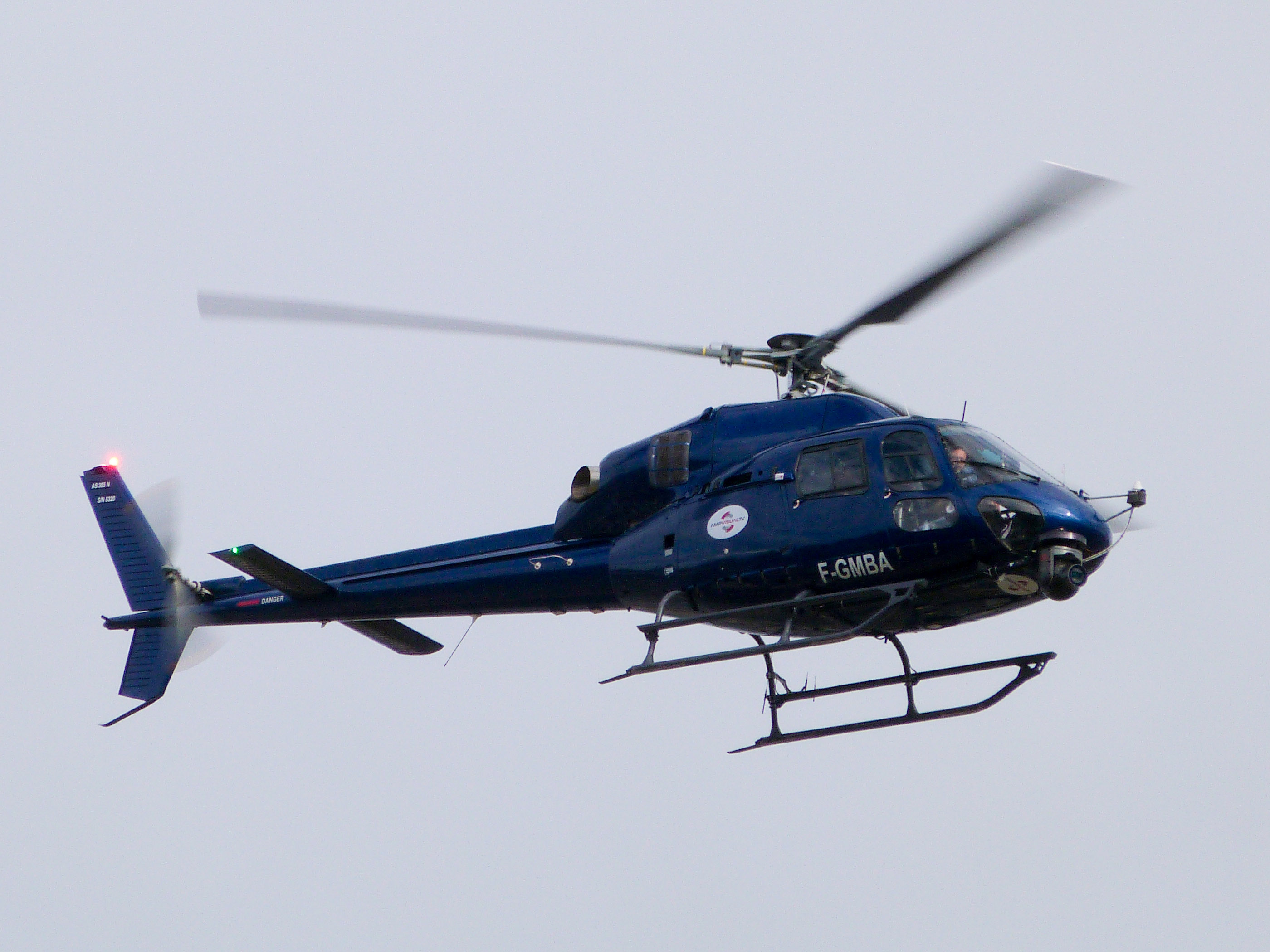
Hélicoptère caméra suivant la course.
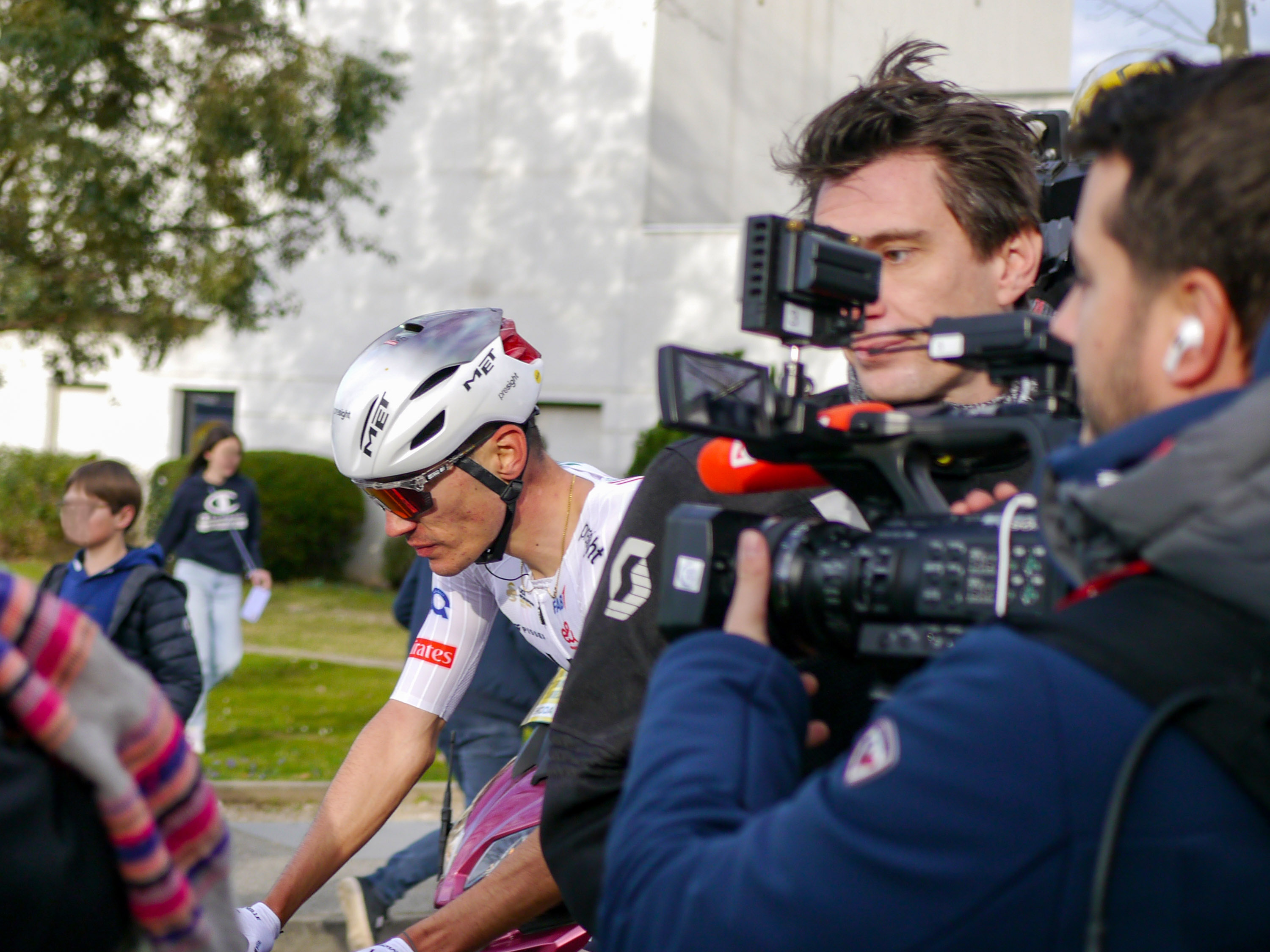
Pierre Rolland, consultant pour L'Équipe à côté du vainqueur Ayuso.